# Леонел Маріу д'Алва
Леоне́л Ма́ріу д'А́лва (порт. Leonel Mário d'Alva; *1935) — політичний та державний діяч Сан-Томе і Принсіпі, перший прем'єр-міністр країни у період її становлення як незалежної держави (1974–1975), міністр закордонних справ (1975-1978), двічі президент Національної асамблеї (1975-1980 та 1991–1994), у період передвиборчої кампанії був в.о. президента Сан-Томе і Принсіпі з 4 березня по 3 квітня 1991 року. На даний час очільник партії Democratic Convergence Party — Reflection Group.